# Хопкинсон, Нало
Нало Хопкинсон (англ.  Nalo Hopkinson; род. 20 декабря 1960, Кингстон, Ямайка) — канадская писательница в жанре фэнтези и научной фантастики.

## Биография

### Ранняя жизнь
Родилась 20 декабря 1960 года в Кингстоне (Ямайка). Имеет еврейские, шотландские, карибские и африканские корни. Дочь писателя Слэйда Хопкинса и Фриди Хопкинсон . Свое детство провела в Тринидаде, Генуе и Коннектикуте, где ее отец учился в Йельском университете. В 1977 году вместе с семьей переехала в Торонто (Канада), где будущая писательница прожила вплоть до 2011 года.
В 1982 году получила степень бакалавра русского языка и литературы и французского языка в Йоркском университете, а в 2002 году получила степень магистра в университете Сетон Хилл, где преподавал Джеймс Морроу. В 2011 году переехала в Риверсайд (Калифорния), где работает в должности преподавателя креативного письма в университете Калифорнии (Риверсайд).

### Карьера
В 1995 году писательница записалась на семинар научной фантастики «Кларион» и получила навыки по написанию короткой прозы. В 2001 году свет увидел первый сборник рассказов Нало Хопкинсон под названием «Кожаный фольк», где автор использовала карибские письменные и устные традиции повествования и карибскую историю и язык. Кроме этого сборника, вышли еще два сборника короткой прозы писательницы — «Доклад с планеты Север» (2012) и «Влюбиться в гоминидов» (2015).
В 1998 году выпустила дебютный роман под названием «Смуглая девушка в круге», который сразу же принес ей признание как писательницы. С того времени вышли еще пять романов автора — «Полуночный вор» (2000), «Солёные пути» (2003), «Руки нового месяца» (2007), «Хаос» (2012) и «Моя сестрица» (2013). В своих произведениях писательница затрагивает темы карибского фольклора, афро-карибской культуры и феминизма.

## Награды
Стала победителем десяти премий:
- 1997 — лауреат премии «Уорнер Эспект» за роман «Смуглая девушка в круге»;
- 1999 — лауреат премии Джона В. Кэмпбелла, лучшему новому писателю-фантасту за роман «Смуглая девушка в круге»;
- 1999 — лауреат премии «Локус» за роман «Смуглая девушка в круге»;
- 2002 — лауреат Всемирной премии фэнтези за сборник «Кожаный фольк»;
- 2003 — лауреат премии «Солнечная вспышка» за сборник «Кожаный фольк»;
- 2004 — лауреат премии «Галактический спектрум» за роман «Солёные дороги»;
- 2006 — лауреат премии "Аврора"за составление и редактирование сборника;
- 2008 — лауреат премии «Солнечная вспышка» за роман «Руки нового Месяца»;
- 2013 — лауреат премии Коппера Силиндера за роман «Хаос»;
- 2014 — лауреат премии Андре Нортон за роман «Моя сестрица».

Более того, писательница 36 раз становилась номинанткой различных премий и пять раз входила в жюри самых престижных наград.